# Yzosse
Yzosse település Franciaországban, Landes megyében. Lakosainak száma 384 fő (2022. január 1.). Yzosse Candresse, Dax, Narrosse, Saint-Paul-lès-Dax és Saint-Vincent-de-Paul községekkel határos.

## Népesség
A település népessége az elmúlt években az alábbi módon változott:
| Lakosok száma | 298  | 333  | 312  | 389  | 390  | 366  | 367  | 381  | 377  | 384  |
|               | 1968 | 1982 | 1990 | 2006 | 2013 | 2015 | 2017 | 2019 | 2020 | 2022 |